# La taza de té (Mary Cassatt)
La taza de té es una pintura de la artista estadounidense Mary Cassatt que se encuentra en la colección del Museo Metropolitano de Arte de Nueva York.

## Historia
Fue pintado en París entre 1880 y 1881. Cassat usó a su hermana Lydia como modelo.
Cassatt fue un artista estadounidense que vivió en Europa durante más de una década. Como otras mujeres artistas de su época, los temas de Cassat eran con frecuencia escenas domésticas. Estos temas fueron favorecidos porque a las mujeres de buena posición social en la época de Cassat no se les permitía salir solas. La taza de té representa un "ritual social para mujeres de clase media alta". Cassatt adoptó un estilo impresionista. donde usó colores complementarios y contrastantes.